# Estopa 2.0 (àlbum)
Estopa 2.0 és el setè disc del duo català de rumba/rock, Estopa. Es tractava del segon disc produït per ells mateixos, i es considera com una actualització i evolució del grup més de la seva incursió en la xarxa de xarxes, d'aquí el nom 2.0.
En la seva primera setmana a la venda va aconseguir ser el disc número 1 a Espanya amb més de 40.000 discos venuts i tres mesos després es va convertir en doble disc de platí amb més de 80.000 còpies venudes. Es van publicar com senzills els temes «La primavera», «Me quedaré», i «Empanados».

## Llista de cançons
| Núm. | Títol                   | Durada |
| ---- | ----------------------- | ------ |
| 1.   | «Mañanitas 2.0»         | 4:09   |
| 2.   | «Vacilón»               | 3:36   |
| 3.   | «Me quedaré»            | 3:17   |
| 4.   | «La primavera»          | 3:20   |
| 5.   | «Alma animal»           | 4:00   |
| 6.   | «Un rincón de mi mundo» | 3:31   |
| 7.   | «Rumba sin nombre»      | 3:24   |
| 8.   | «La bombillita»         | 3:44   |
| 9.   | «Estación del olvido»   | 3:00   |
| 10.  | «Indecisión o no»       | 2:45   |
| 11.  | «Empanados»             | 3:27   |
| 12.  | «La locura»             | 3:20   |

| Núm. | Títol                                                          | Durada |
| ---- | -------------------------------------------------------------- | ------ |
| 15.  | «Vacilón (Versió acústica)» (Inclosa en la versió de Spotify.) | 3:15   |

| Núm. | Títol                                                 | Durada |
| ---- | ----------------------------------------------------- | ------ |
| 13.  | «Naturaleza» (Inclosa en l'edició especial del disc.) | 3:54   |

| Núm. | Títol                                                           | Durada |
| ---- | --------------------------------------------------------------- | ------ |
| 14.  | «Me quedaré (Versió acústica)» (Inclosa en la versió d'iTunes.) | 3:16   |

## Posició en llistes
| Llistes (2012)       | Millor posició |
| -------------------- | -------------- |
| Espanya (PROMUSICAE) | 1              |

## Certificacions
| País    | Organisme certificador | Certificació | Vendes certificades | Ref   |
| ------- | ---------------------- | ------------ | ------------------- | ----- |
| Espanya | PROMUSICAE             | 2x Platí     | 80.000              | [ 8 ] |